# Batman Returns (datorspel)
Batman Returns är ett dator/TV-spel från 1992, baserat på filmen med samma namn utgivet till konsoler som Sega Mega Drive, Sega Mega-CD, Sega Master System och Sega Game Gear) av Sega och till NES och SNES av Konami. DOS-versionen utgavs också av Konami, och utvecklades av Spirit of Discovery. Amigaversionen utvecklades av Denton Designs, och utgavs av Konami. Atari Lynx-versionen utvecklades av Atari själva.

### Fotnoter
1. ↑  ”Batman Returns” (på svenska). Super Power (Solna: Atlantic) (1 1994). januari 1994. Läst 23 april 2014.